# Saison 3 des Enquêtes de Murdoch
Chronologie
Saison 2 Saison 4
La troisième saison des Enquêtes de Murdoch est constituée de treize épisodes.

## Synopsis
Un homme rate de peu son intronisation dans une loge maçonnique. Il est assassiné. En fait, il s’agit d’une femme : William Murdoch et sa partenaire, Julia Ogden, se lancent sur la piste du meurtrier. Un sexagénaire tué à coups de hache, une dompteuse dévoré par un tigre et une collection de momies les mettent également dans une situation délicate.

## Distribution

### Acteurs principaux
- Yannick Bisson (VF : Jean-Philippe Puymartin) : Détective William Murdoch
- Thomas Craig (VF : Patrice Dozier) : Inspecteur Thomas Brackenreid
- Jonny Harris (VF : Luc Arden) : Agent George Crabtree
- Hélène Joy (VF : Dominique Westberg) : Dre Julia Ogden
- Lachlan Murdoch (VF : Philippe Bozo) : Agent Henry Higgins

### Acteurs récurrents
- Peter Stebbings (VF : Alexis Victor) : James Pendrick (4 épisodes)
- Kate Greenhouse (VF : Laura Blanc) : Sally Pendrick (4 épisodes)

### Invités
- Arwen Humphreys (VF : Marie-Laure Dougnac) : Margaret Brackenreid
- Gage Munroe (en) : Bobby Brackenreid
- Paul Amos (en) (VF : Stéphane Pouplard) : Dr Roberts
- Peter Keleghan (VF : Lionel Henry (acteur)) : Terrence Meyers
- Sarah Gadon (VF : Ariane Aggiage) : Ruby Ogden
- Lisa Faulkner (VF : Vanina Pradier) : Anna Fulford
- Dmitry Chepovetsky (VF : Pierre Laurent) : Nikola Tesla
- Peter Mikhail : H. G. Wells

## Liste des épisodes
1. L'inconnu de Bristol
2. La grande muraille
3. Victor, Victoria
4. Enfant riche, enfant pauvre
5. Suspects multiples
6. Ascenseur pour un tableau
7. Cirque sanglant
8. Futur imparfait
9. Le passé déterré
10. Manoir hanté
11. Le bourreau
12. La vérité nue
13. L'effet Tesla

### Épisode 1:L'inconnu de Bristol
- Canada : 14 mars 2010 sur Citytv

- Patrick McKenna : Détective Hamish Slorach
- Warren Kimmel : Edmund Keating
- Andrew Musselman : Homme de Keating
- Duncan McLeod : Homme de Keating
- Dylan Smith : Quentin Quinn
- Shaun Austin-Olsen : Chef de Bristol
- Mark Bowden : Agent de bureau de Bristol
- Danny Lima : John Dawson

### Épisode 2:La grande muraille
- Canada : 21 mars 2010 sur Citytv

- Gabriel Hogan : Agent Randall Tonwsend
- Jo Chim : Ling
- Allan Royal : Chef Stockton
- Richard Clarkin : Inspecteur Davis
- Simon Sinn : Feng Choy
- Lee Rumohr : Agent Pete Holder
- Russell Yuen : Edward Chan
- Andrea So : Mai-Li
- Brian Bisson : Arbitre
- Martin Happer : Agent Curtis Cooper
- Sean Harraher : Agent Worsley (non-crédité)
- Thom Sears : Agent Evans (non-crédité)
- Richard Taylor : Agent de police (non-crédité)

### Épisode 3:Victor, Victoria
- Canada : 28 mars 2010 sur Citytv

- Sergio Di Zio : Leonard Winters
- Angela Vint : Miriam Winters
- Zoie Palmer : Katie Powers
- Mark Caven : Eugene Anderson
- Martin Doyle : Elias Boswell
- Kevin Dennis : Victor / Grace Reid

### Épisode 4:Enfant riche, enfant pauvre
- Canada : 4 avril 2010 sur Citytv

- Michelle Monteith : Evia Dewar / Molly Richards
- George Masswohl : Henry Stanton
- Kristina Nicoll : Mme. Stanton
- Kate Hewlett : Lucy Worthing
- Sharron Matthews : Miss Williams
- Brendan Gall : Jeb Carson
- A. Frank Ruffo : Vieux Ned
- Dylan Roberts : Pete Richards
- Timm Zemanek : Otto Schroeder
- Gregory Thomas : Jack
- John Fleming : Robert Stanton (non-crédité)

### Épisode 5:Suspects multiples
- Canada : 11 avril 2010 sur Citytv

- Rosemary Dunsmore : Bernice Taylor
- Anastasia Phillips : Charlotte / Maddie / Girly
- Matthew Ferguson : Clive Brewster
- Callahan Connor : Joshua Taylor
- Bruce Beaton : Norman Copps

### Épisode 6:Ascenseur pour un tableau
- Canada : 25 avril 2010 sur Citytv
- France : 30 octobre 2011 sur France 3

- Salvatore Antonio : Luca Carducci
- Christopher Ralph : Burt Lightman

### Épisode 7:Cirque sanglant
- Canada : 2 mai 2010 sur Citytv
- France : 30 octobre 2011 sur France 3

- Ashley Leggat : Ivy
- Lally Cadeau : Lady Minerva
- Bruce Dow : Pierre Barnett
- Evan Williams : Jake le Magicien
- Michael Boisvert : Conte Léoline
- Sean Harraher : Agent Worseley
- Wayne Robson : Bob Selby
- Karissa Strain : Maisy (non-créditée)
- Katie Strain : Daisy (non-créditée)

### Épisode 8:Futur imparfait
- Canada : 9 mai 2010 sur Citytv
- France : 6 novembre 2011 sur France 3

- France : 2.97 millions de téléspectateurs

- David Storch : Dr. Dryus Alger
- Peter Mooney : Tobias Allan
- Ashleigh Rains : Estelle Malling
- Matt Hopkins : Kidnappeur de chien
- Lara Kelly : Femme
- Jef Mallory : Homme à la fête
- Jamie Ferenczi : Patrone de la fête de l'eugénisme (non-crédité)

### Épisode 9:Le passé déterré
- Canada : 16 mai 2010 sur Citytv
- France : 13 novembre 2011 sur France 3

- France : 3.18 millions de téléspectateurs

- Joan Gregson : Rebecca Hastings
- Myron Natwic : Charlie Hastings
- Marcia Bennett : Alice Nugent
- Philip Craig : Horace Mooney
- Neil Dainard : Michael Webster
- Sean Harraher : Agent Worseley
- Richard Fitzpatrick : James Kirkham
- Brianna Bisson : Penny Ranton
- Max Morrow : Clarence
- Chantal Craig : Institutrice
- Brian Kaulback : Cleghorn
- Joseph Wynne : Contremaître
- Emma Gibbs : Jeune Rebecca
- Graham Kartna : Jeune Charlie
- Gavin Lee : Jeune Horace

### Épisode 10:Manoir hanté
- Canada : 23 avril 2010 sur Citytv
- France : 20 novembre 2011 sur France 3

- Jonathan Goad : Byron Beaton
- Jordan Pettle : Ronald Beaton
- Stephanie Langton : Rowena Beaton
- Roy Lewis : William Godfrey
- Matt Bois : Chauncey Beaton
- Michael Xavier : Timothy Beaton
- Graham Harley : Mr. Aylmer
- Marium Carvell : Claire

### Épisode 11:Le bourreau
- Canada : 30 mai 2010 sur Citytv
- France : 27 novembre 2011 sur France 3

- Eric Peterson : Hershey Dillard
- Peter Donaldson : Theodore Pleasant
- Hardee T. Lineham : Cecil Fox
- Shauna Black : Myrtle Smith / Agatha Meldrum
- Paul Dunn : Gideon Catchpole
- Tony Munch : Détective Chester MacDonald
- Colin Doyle : Jeune prêtre
- John Healy : Joe Workentin
- Scott Yetman : Mikey Workentin
- Jonathan Collard : Duckworth

### Épisode 12:La vérité nue
- Canada : 6 juin 2010 sur Citytv
- France : 4 décembre 2011 sur France 3

- France : 3.47 millions de téléspectateurs

- Ennis Esmer : Marcus Evans
- Janet Porter : Moira Mahoney
- Kevin Bundy : Dr. Falwell
- Julian De Zotti : Luther
- Olivia Rameau : Beatrice
- Sima Fisher : Abigail Tunstall (non-créditée)

### Épisode 13:L'effet Tesla
- Canada : 13 juin 2010 sur Citytv
- France : 11 décembre 2011 sur France 3

- France : 3.16 millions de téléspectateurs

- Christopher Stanton : Morris Garbutt
- Robin Kasyanov : Josef Karnaki
- Bernard Behrens : Nouveau pathologiste
- Alexander Broughton : Page du théâtre